# Cessna 190

Cessna 190

Cessna 190 är ett högvingat monoplan från Cessna försett med ett landställ av sporrhjulstyp samt är utrustat med en radialmotor (även kallad stjärnmotor. Det är ett systerflygplan till Cessna 195; det tillverkades i sammanlagt 1 180 exemplar.